# Afatynib
Afatynib (łac. afatinibum) – wielofunkcyjny organiczny związek chemiczny, inhibitor kinazy tyrozynowej, wskazany do leczenia dorosłych pacjentów z niedrobnokomórkowym rakiem płuca, miejscowo zaawansowanym lub z przerzutami, z aktywującą mutacją receptora nabłonkowego czynnika wzrostu (EGFR).

## Mechanizm działania

Kowalencyjne wiązanie się afatynibu do cysteiny w receptorze nabłonkowego czynnika wzrostu (EGFR)

Afatynib jest inhibitorem receptorów EGFR, HER2 i HER4, z którymi wiąże się kowalencyjnie z cysteiną w pozycji odpowiednio 797, 805 i 803. Po związaniu się z receptorem trwale zahamowuje aktywność ich kinazy tyrozynowej. Powoduje to zmniejszenie autofosforylacji i transfosforylacji wewnątrz dimerów ErbB i zahamowanie przekazywania sygnału ze wszystkich receptorów rodziny ErbB. Afatynib hamuje wzrost komórek oraz indukuje apoptozę komórek raka niedrobnokomórkowego płuc, raka sutka, raka trzustki, raka jelita grubego, raków płaskonabłonkowych głowy i szyi oraz pozostałych nowotworów złośliwych, w których występuje mutacja receptorów rodziny ErbB,

## Zastosowanie

### Europa
- leczenie dorosłych pacjentów nieleczonych wcześniej lekami z grupy inhibitorów kinazy tyrozynowej receptora naskórkowego czynnika wzrostu (TKI EGFR) z niedrobnokomórkowym rakiem płuca miejscowo zaawansowanym lub z przerzutami, z aktywującą mutacją (mutacjami) receptora nabłonkowego czynnika wzrostu (EGFR)[4]

### Stany Zjednoczone
- leczenie pierwszego rzutu niedrobnokomórkowego raka płuca z przerzutami oraz z mutacjami receptora nabłonkowego czynnika wzrostu (EGFR) nie powodującymi oporności na afatynib[9]
- leczenie drugiego rzutu płaskonabłonkowego raka płuca w przypadku progresji po leczeniu opartym na kompleksach platyny[9]

Afatynib znajduje się na wzorcowej liście podstawowych leków Światowej Organizacji Zdrowia (WHO Model Lists of Essential Medicines) (2019).
Afatynib jest dopuszczony do obrotu w Polsce (2020).

## Działania niepożądane
Afatynib może powodować następujące działania niepożądane u ponad 10% pacjentów: zanokcica, zmniejszenie łaknienia, krwawienie z nosa, biegunka, zapalenie jamy ustnej, wysypka, świąd, suchość skóry. Natomiast u ponad 1% pacjentów: zapalenie pęcherza moczowego, odwodnienie, hipokaliemia, zaburzenia odczuwania smaku, zapalenie spojówek, zespół suchego oka, katar, dyspepsja, zapalenie warg, erytrodyzestezja dłoniowo-podeszwowa, kurcze, niewydolność nerek, gorączka, zmniejszenie masy
ciała oraz zwiększenie aktywności aminotransferazy asparaginianowej oraz aminotransferazy alaninowej.

## Dawkowanie
Afatynib powinien być przyjmowany na czczo. W przypadku przyjmowania leku z wysokotłuszczowym posiłkiem jego wchłanianie ulega istotnemu zmniejszeniu (Cmax zmniejsza się o 50%, AUV o 39%).
Zalecane dawkowanie wynosi 40 mg (2 tabletki) na dobę. W przypadku dobrej tolerancji (czyli brak biegunki, wysypki skórnej, zapalenia jamy ustnej i innych działań niepożądanych stopnia > 1 według skali objawów niepożądanych CTCAE można rozważyć zwiększenie dawki do 50 mg w ciągu pierwszych 21 dni.
W przypadku wystąpienia objawów niepożądanych (według skali CTCAE) stopnia 1 i 2 nie ma potrzeby wdrożenia przerwy w leczeniu ani też redukcji dawki. W przypadku wystąpienia objawów stopnia 2 przedłużających się lub niemożliwych do zniesienia (biegunka trwającej > 48 godzin i (lub) wysypka trwającej > 7 dni) lub też stopnia > 2 należy przerwać leczenie do czasu uzyskania stopnia co najmniej 1, a wznowienie terapii powinno być w dawce zmniejszonej o 10 mg. Jeżeli pacjent nie toleruje dawki 20 mg na dobę, należy rozważyć zakończenie leczenia.